# TravelPerk
TravelPerk es una empresa de gestión de viajes que ofrece a empresas servicios de gestión de viajes y gastos. Tiene su sede central en Barcelona,  y oficinas en Londres, Birmingham, Edimburgo, Berlín, Chicago, Boston y Miami. La empresa recaudó 409 millones de dólares al final de su ronda de financiación de Serie D en 2022, alcanzando el estatus de unicornio y una valoración de más de 1.000 millones de dólares.
En 2025, TravelPerk recaudó 200 millones de dólares en la serie E de financiación, ronda que indica generalmente la consolidación de una startup, y alcanzando una valoración de 2.700 millones de dólares.

## Historia
TravelPerk fue fundada en 2015 por Avi Meir (fundador de Hotel Ninjas, adquirido por Booking.com), Javier Suárez y Ron Levin.
Poco después de su fundación, TravelPerk recibió una ronda de financiación serie A de 7 millones de dólares liderada por Spark Capital. En octubre de 2018, la compañía recaudó una ronda Serie B de 21 millones de dólares liderada por Target Global, Felix Capital, Spark Capital, Sunstone y Amplo. En julio de 2019, la empresa finalizó una financiación de serie C de dos partes por 104 millones de dólares respaldada por Kinnevik, socios de DST Global, Target Global, Felix Capital, Sunstone y LocalGlobe.
En 2020, debido a los cambios constantes en las regulaciones de viajes y las pautas de salud/seguridad como resultado de la pandemia de COVID-19, TravelPerk adquirió Albatross API, una empresa de software que desarrolló TravelSafe API, proporcionando información de salud y seguridad en tiempo real a los viajeros. Ese mismo año, la empresa también lanzó un mercado en línea, donde sus clientes pueden integrar productos y servicios de socios en sus propias plataformas y flujos de trabajo.
En 2021, TravelPerk adquirió NexTravel (de Silicon Valley), una de las plataformas de viajes de negocios más grandes de Estados Uniidos, ClickTravel (de Birmingham), líder en viajes de negocios nacionales en el Reino Unido, y Susterra (de Londres), una consultora de responsabilidad corporativa para impulsar los viajes sostenibles de TravelPerk. Ese mismo año, la empresa recaudó 160 millones de dólares en financiación de serie D, y en 2022, recaudó 115 millones de dólares adicionales en una segunda ronda de serie D, desbloqueando el estatus de unicornio con una valoración de más de 1.000 millones de dólares.
En 2024, TravelPerk anunció que había acordado adquirir su competidor AmTrav, con sede en Estados Unidos, y recaudó 135 millones de dólaresen financiamiento de deuda de las empresas Blackstone y Blue Owl. Menos de seis meses después, Travelperk anunció la adquisición de la empresa suiza de software de gastos, Yokoy, y una recaudación de fondos adicional de serie E de 200 millones de dólares con una valoración de 2700 millones de dólares.
En marzo de 2025, TravelPerk anunció un cambio de imagen corporativa para conmemorar su décimo aniversario. El cambio de marca introdujo un nuevo logotipo y una nueva identidad visual que reflejan la naturaleza cambiante de los viajes de negocios: dónde, cómo y por qué la gente viaja por trabajo. Según la empresa, la marca actualizada tiene como objetivo alinearse más de cerca con su misión de hacer que los viajes de negocios sean más flexibles, con un propósito y centrados en las personas.

## Asociaciones y mercado
TravelPerk se asocia con una amplia gama de empresas (Divvy, BambooHR, Spendesk, Ramp, Pleo, entre otras) que abarcan una variedad de industrias (recursos humanos, gestión de gastos, gestión de eventos, salud y bienestar, sostenibilidad, etc.).